# Nicolas Filleau de La Chaise
Pour les articles homonymes, voir Filleau.
Nicolas Filleau de La Chaise, dit Jean est né à Poitiers le 26 octobre 1631, mort à Paris le 25 octobre 1688, historien et avocat français.

## Biographie
Il fut chargé[Par qui ?] d'écrire l'Histoire de Saint Louis, avec les pièces recueillies par Louis-Sébastien Le Nain de Tillemont. Cet ouvrage parut en 15 livres, Paris, 1688, et eut un grand succès. 
On a encore de lui des Discours sur les pensées de Pascal, 1672.
Son frère est François Filleau de Saint-Martin.

## Source
- Notices d'autorité :   - VIAF
  - ISNI
  - BnF (données)
  - IdRef
  - LCCN
  - GND
  - Belgique
  - Pays-Bas
  - Pologne
  - Israël
  - NUKAT
  - WorldCat

Cet article comprend des extraits du Dictionnaire Bouillet. Il est possible de supprimer cette indication, si le texte reflète le savoir actuel sur ce thème, si les sources sont citées, s'il satisfait aux exigences linguistiques actuelles et s'il ne contient pas de propos qui vont à l'encontre des règles de neutralité de Wikipédia.